# Arènes d'Almería
La Plaza de toros d'Almería est située à Almeria, en Andalousie, dans le sud de l'Espagne. Ces arènes ont été déclarées Bien d'intérêt culturel comme Monument le 20 janvier 2021 avec inscription dans le Catalogue Général du Patrimoine Historique Andalou et la publication dans le Journal officiel de la Junte d'Andalousie .

## Histoire
Jusqu'à 1849, les courses de taureaux se tenaient sur la place de la Constitution, ou on a bâti une petite arène de 2.600 spectateurs. Quelques années plus tard elle est devenue trop petite pour la croissante population et la riche bourgeoisie, il est aussi arrivé quelques accidents en raison du placement de tables de bois pour agrandir la jauge à 4 000 personnes. Il a été alors décidé de la construction d'une nouvelle plaza de toros . Le bâtiment, avec deux loges et une capacité de 9054 spectateurs, a été dessiné par Trinité Cuartara et Enrique López Rull. Les travaux, menés à terme entre 1887 et 1888, ont mobilisé plus de 300 ouvriers.
Les arènes ont été inaugurées le 26 août 1888, pendant les fêtes de la Vierge de la Mer, par les toreros Lagartijo et Luis Mazzantini. Pendant la guerre civile espagnole l'enceinte a été utilisée comme cinéma Katiuska, et comme refuge pour la protection de la population civile pendant les attaques aériennes sur la ville,,.
Une des particularités des arènes est l'habitude du goûter, pour lequel s'établit une pause d'une heure en moyenne entre le troisième et le quatrième taureau.

## Tournages
La plaza de toros a été choisie en 2017 comme scène du film Domino : La Guerre silencieuse, dirigée par Brian De Palma .